# Wasserschloss Hiltelingen
Das Wasserschloss Hiltelingen war ein 1678 zerstörtes Weiherhaus, das zuletzt die Herren von Rotberg als Lehen der Markgrafen von Baden-Durlach hatten. Es lag auf der Gemarkung der Wüstung Hiltelingen, die heute zum Weiler Ortsteil Haltingen gehört.

## Geschichte

### Vorgeschichte
Im Dorf Hiltelingen gab es mit den Herren von Hiltelingen einen ortsansässigen niederen Adel, der sich jedoch zunehmend nach Kleinbasel orientierte. In den Berichten über das Basler Erdbeben von 1356 werden viele zerstörte oder beschädigte Burgen und Schlösser genannt. Da keines in Hiltelingen erwähnt wird, ist zu vermuten, dass das Schloss noch nicht existiert hat, sondern der Herrensitz ein Gutshof war.

### Die Schlossherren
Als Bauherr des Wasserschlosses gilt der Basler Achtburger und Kunstmäzen Mathias Eberler genannt Grünenzweig, der 1486 als Eigentümer eines Weiherschlosses in Hiltelingen genannt wird. Der Bau des Schlosses ist damit um etwa 1480 anzunehmen. Um 1538 und 1540 lassen Dokumente darauf schließen, dass der Basler Ratsherr Andreas Bischoff – ein weitläufiger Verwandter der Familie Eberler – der Schlossherr war. Die Familie war bis längstens 1517 der Besitzer, da dann der Basler Jakob Imely in den Urkunden auftritt. Bereits 1524 ist ein neuer Eigentümer aus Basel, Ludwig Umstorffer, beurkundet, der an Hans Güthlin verkauft. 1555 verkaufen die Erben des ehemaligen Röttler Burgvogts, Ulrich Müller, das Schloss an den Markgrafen Karl, da Müller und seine Erben eine Geldstrafe wegen Veruntreuungen nicht bezahlen konnten.
Markgraf Karl verkaufte das Schloss an seinen Röttler Landvogt Hans Albrecht von Anweil, der es als Erblehen der Markgrafen übernahm. Hans Wolf von Anweil verkaufte sein Lehen 1597 mit Zustimmung des Markgrafen an Adam Hektor von Rosenbach. 1653 kam das Schloss dann für kurze Zeit an den Major Jakob Ulrich von Plato. Über dessen Tochter Maria Luzia von Plato kam das Schloss schließlich 1677 durch Heirat an Georg Jakob Christof von Rotberg-Bamlach (1652–1727).

### Der Untergang
Im Holländischen Krieg lagerte am 6. Februar 1678 eine französische Armee unter dem Marschall François de Créquy mit etwa 10.000 Mann zwischen Binzen (Hauptquartier), Eimeldingen und Haltingen. Die nur 25 Mann zählende Besatzung von Schloss Friedlingen wurde zur Kapitulation aufgefordert. Noch während der Kommandant von Schloss Friedlingen, Johann Jakob Christof von Rotberg, mit dem Marschall verhandelte und ihm einreden wollte, dass die Besatzung des Schlosses aus neutralen Schweizern bestünde, wurden die Schlösser in Friedlingen und Hiltelingen (hier lagen nur sieben Mann Besatzung) am 6. Februar 1678 von französischen Truppen eingenommen und jenes in Hiltelingen anschließend verbrannt.
Für den Baron von Rotberg hatte die Angelegenheit noch ein Nachspiel, da der Markgraf Friedrich Magnus ihn für den Verlust der Schlösser verantwortlich machte und vor ein Kriegsgericht stellte. Rotberg entzog sich dem durch Flucht nach Basel.
Das Schloss wurde nicht wieder aufgebaut und die restlichen Mauern wurden abgebrochen und die Gräben und Weiher zugeschüttet.